# نابزنا (آلاسکا)
نابزنا (به انگلیسی: Nabesna) یک منطقهٔ مسکونی در ایالات متحده آمریکا است که در Valdez–Cordova Census Area واقع شده‌است. نابزنا ۵ نفر جمعیت دارد و ۹۰۸٫۰۱ متر بالاتر از سطح دریا واقع شده‌است.